# Costas Michael Takkas
Costas Michael Takkas, més conegut com a Costas Takkas (Mia Milia, Xipre, febrer de 1957) és un dirigent esportiu, exadjunt a la presidència de la CONCACAF i exsecretari general de l'Associació de Futbol de les Illes Caiman (CIFA). Va estudiar a la Holloway School i a l'Imperial College de Londres on, el 1978, va obtenir la seva llicenciatura. El 1982, va ser designat comptable diplomat del Institute of Chartered Accountants in England and Wales. Ha ocupat càrrecs directius a diverses companyies.
L'any 2017 va ser condemnat per la seva implicació en el Cas Fifagate i, l'any 2018, va ser inhabilitat a perpetuïtat per la FIFA.

## Fifagate
El 27 de maig de 2015, Costas Takkas va ser un dels set membres de la FIFA detinguts a l'Hotel Baur au Lac de Zúric (Suïssa), en el marc de les investigacions liderades pel Departament de Justícia dels Estats Units en el denominat cas Fifagate. Els dirigents, que estaven preparant el 65è congrés de la FIFA per elegir nou president, van ser formalment acusats de diversos delictes de corrupció. Les investigacions de l'FBI van determinar que els delictes es remuntaven a l'any 1991 i que el total defraudat superava els 150 milions de dòlars. Entre els set detinguts hi havia dos vicepresidents de la FIFA, Jeffrey Webb i Eugenio Figueredo, a més de Rafael Esquivel, Julio Rocha, Eduardo Li i José Maria Marin.
Simultàniament, una altra operació d'escorcoll es va realitzar a la seu de la CONCACAF a Miami.
El 9 d'octubre de 2015, les autoritats suïsses van autoritzar la seva extradició als Estats Units. Takkas va recórrer la decisió i l'extradició no es va materialitzar fins al març de 2016.
El 25 de maig de 2017, Costas Takkas es va declarar culpable, davant la cort federal de Nova York, de cobrament de suborns i de blanqueig de capitals. Costas Takkas, que era assessor i adjunt al president de la CONCACAF, Jeffrey Webb, va admetre haver cobrat del seu cap 1,5 milions de dòlars procedents de les empreses de màrqueting esportiu com a suborn per a garantir l'adjudicació dels drets comercials de diversos tornejos de futbol.
Costas Takkas va quedar en llibertat sota fiança d'un milió de dòlars a l'espera de judici.
El 31 d'octubre de 2017, Costas Takkas va ser condemnat, per la cort federal de Brooklyn de Nova York, a quinze mesos de presó i a la devolució de tres milions de dòlars amb l'acusat, Jeffrey Webb, exvicepresident de la FIFA i expresident de la CONCACAF, que està previst sigui sentenciat el 15 de setembre de 2020.
El 19 de setembre de 2018, Costas Takkas va ser inhabilitat a perpetuïtat pel Comitè d'Ètica de la FIFA.